# Puchar Europy w narciarstwie alpejskim 2018/2019
Puchar Europy w narciarstwie alpejskim 2018/2019 – zawody Pucharu Europy w narciarstwie alpejskim w sezonie 2018/2019. Rywalizacja kobiet rozpoczęła się 30 listopada 2018 r. w szwedzkim Funäsdalen, zaś pierwsze męskie zawody zaplanowano na 29 listopada 2018 r. w Fińskim Levi. Ostatnie zawody z tego cyklu zostały rozegrane 17 marca 2019 r. we włoskiej Folgarii zawodami kobiet. 

## Puchar Europy w narciarstwie alpejskim kobiet
Wśród kobiet, Pucharu Europy z sezonu 2017/2018 broniła Austriaczka Nina Ortlieb. Tym razem najlepsza była jej rodaczka, Elisabeth Reisinger.
W poszczególnych klasyfikacjach triumfowały:
- zjazd:  Elisabeth Reisinger
- slalom:  Lara Della Mea
- gigant:  Kaja Norbye
- supergigant:  Elisabeth Reisinger
- superkombinacja:  Nicole Good

## Puchar Europy w narciarstwie alpejskim mężczyzn
U mężczyzn, Pucharu Europy z sezonu 2017/2018 bronił Austriak Johannes Strolz. Tym razem zwyciężył Włoch Simon Maurberger.
W poszczególnych klasyfikacjach triumfowali:
- zjazd:  Nils Mani
- slalom:  Istok Rodeš
- gigant:  Lucas Braathen
- supergigant:  Roy Piccard
- superkombinacja:  Sam Alphand